# Glycera (animal)
Los gusanos de sangre (género Glycera) son poliquetos que típicamente se encuentran en el fondo de aguas marinas poco profundas, y algunas especies (por ejemplo, el gusano de sangre común) pueden crecer hasta 35 centímetros de longitud. Estos gusanos son de un color rosa cremoso debido a que su piel pálida permite percibir sus fluidos rojos, los cuales contienen hemoglobina y es lo que les da su nombre. En la "cabeza" tienen cuatro pequeñas antenas y a lo largo del cuerpo pequeñas proyecciones carnosas (los parapodios).
Abundan en los sedimentos de las marismas. Algunos de estos gusanos segmentados son de vida libre, mientras que otros son constructores de tubos.

## Especies

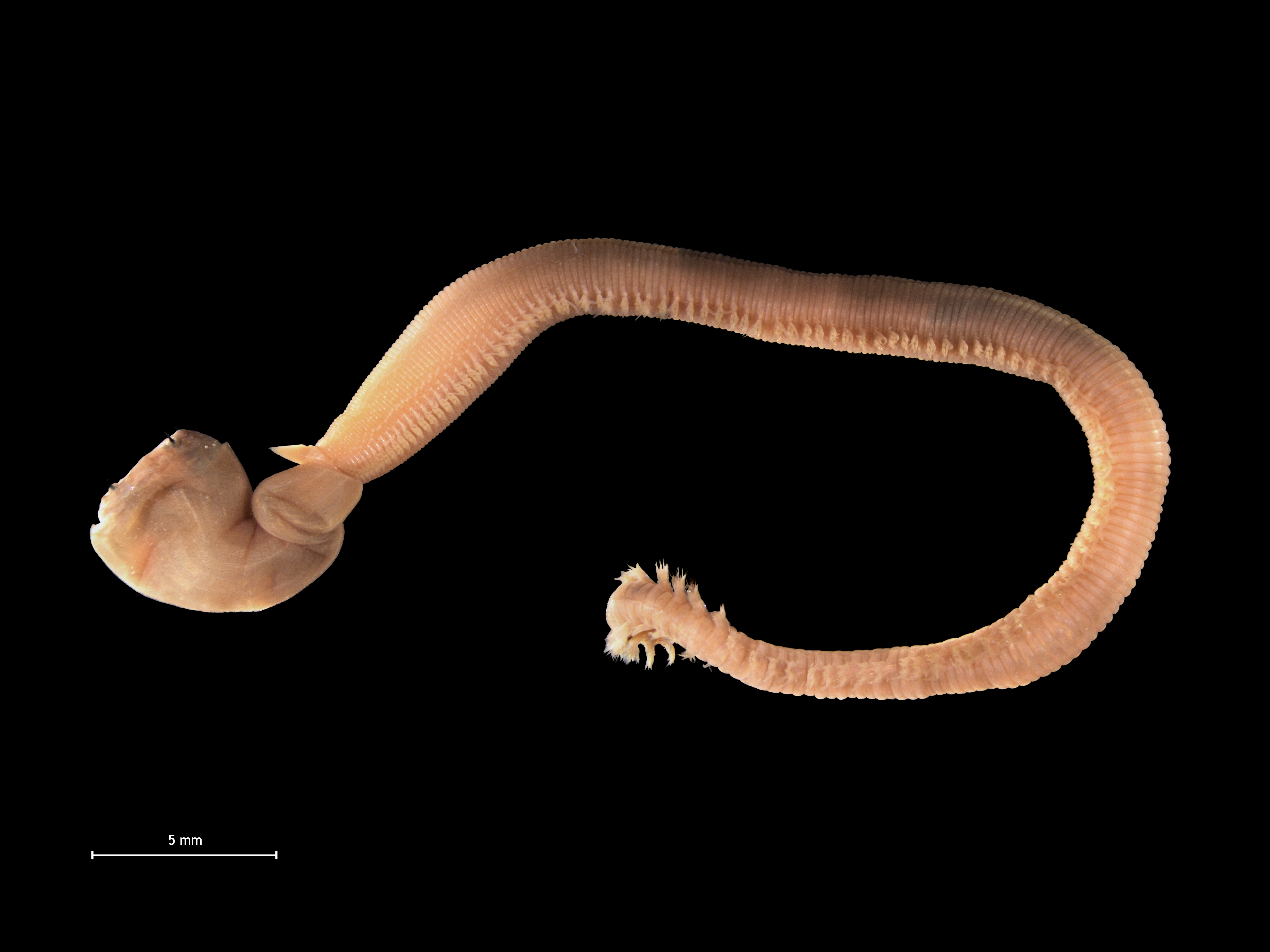
Glycera alba

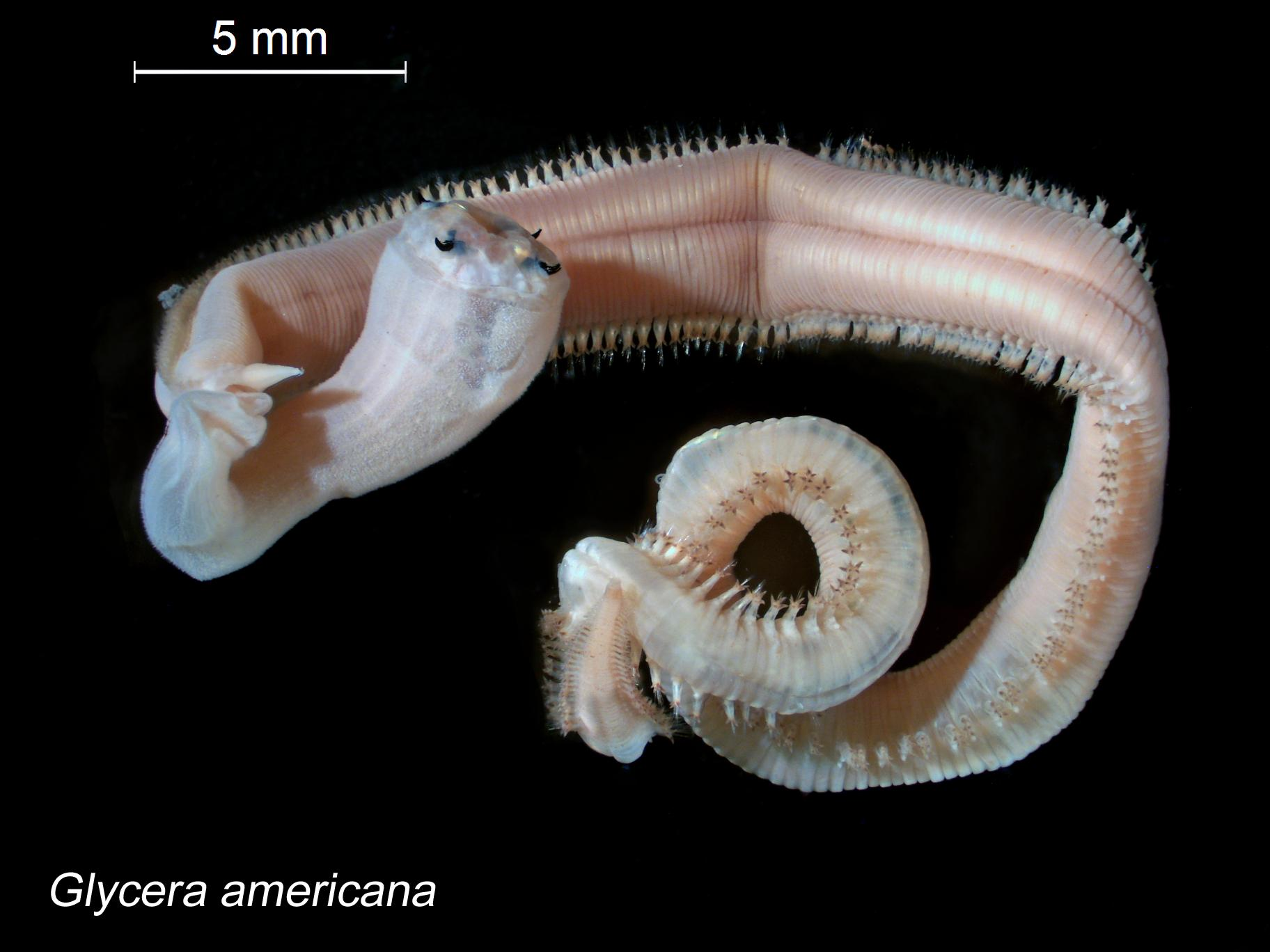
Glycera americana

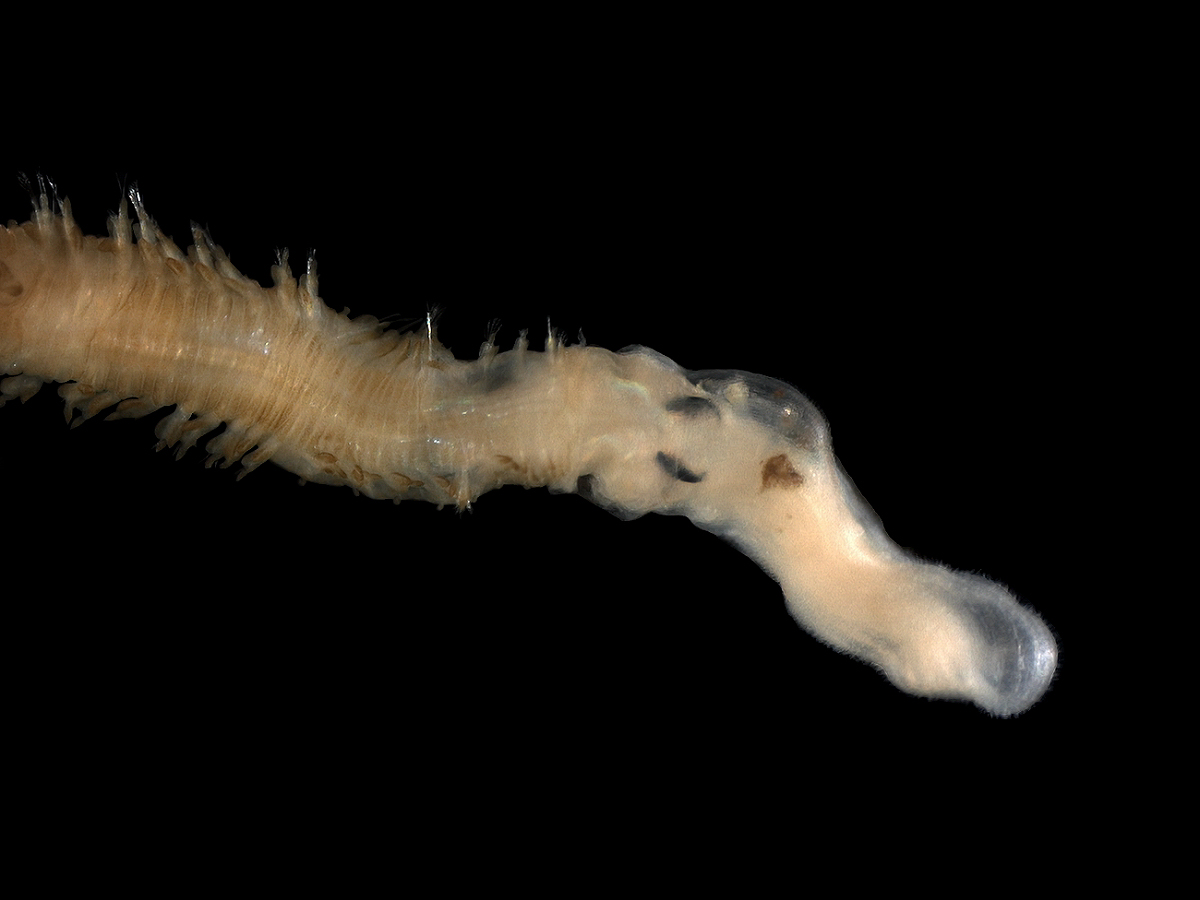
Glycera lapidum

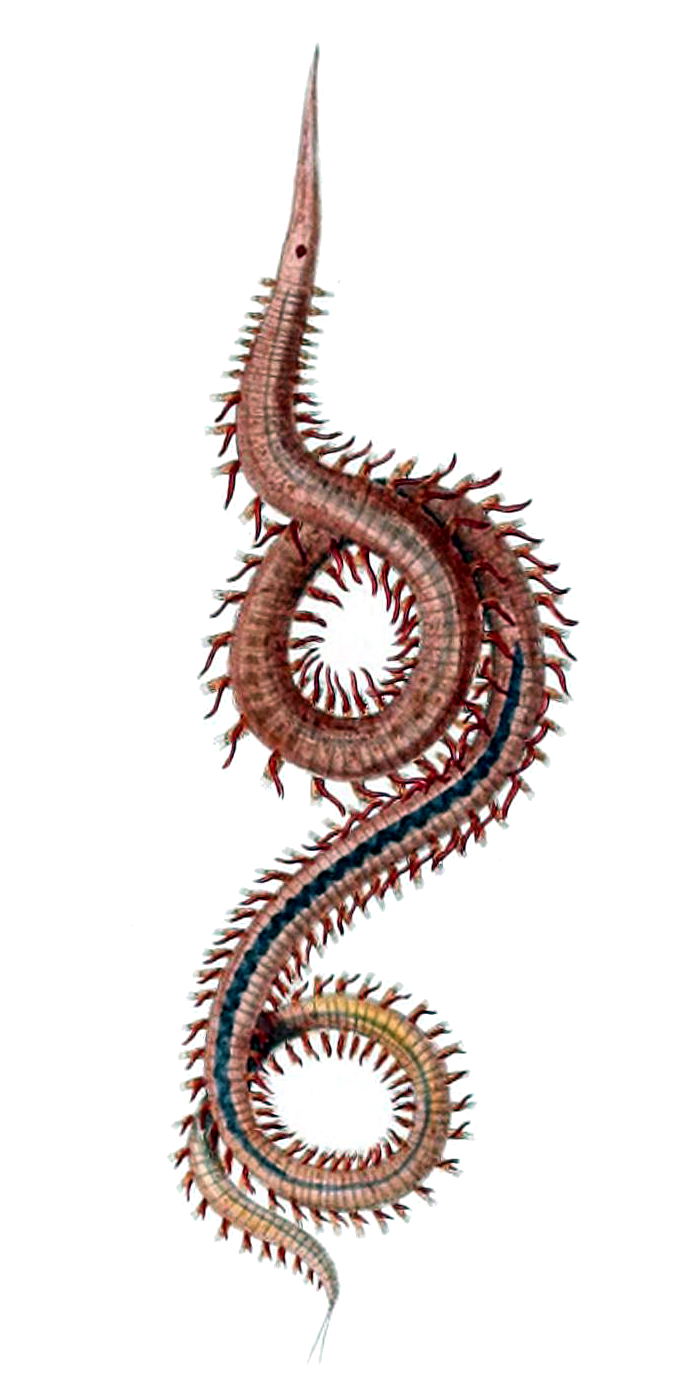
Glycera tridactyla

Glycera contiene las siguientes especies:
| - Glycera abranchiata - Glycera alba - Glycera amadaiba - Glycera amboinensis - Glycera americana - Glycera asymmetrica - Glycera baltica - Glycera bassensis - Glycera benguellana - Glycera benhami - Glycera branchiopoda - Glycera brevicirris - Glycera calbuconensis - Glycera capitata - Glycera carnea - Glycera celtica - Glycera chirori - Glycera cinnamomea - Glycera convoluta - Glycera dayi - Glycera decipiens - Glycera dentribranchia - Glycera derbyensis - Glycera dibranchiata - Glycera dubia - Glycera edwardsi - Glycera ehlersi - Glycera embranchiata - Glycera epipolasis - Glycera fundicola - Glycera fusiformis - Glycera gigantea - Glycera gilbertae - Glycera glaucopsammensis - Glycera guatemalensis - Glycera guinensis - Glycera hasidatensis - Glycera heteropoda - Glycera incerta - Glycera kerguelensis - Glycera knoxi - Glycera lamelliformis | - Glycera lamellipodia - Glycera lancadivae - Glycera lapidum - Glycera longipinnis - Glycera longissima - Glycera macintoshi - Glycera madagascariensis - Glycera manorae - Glycera martensii - Glycera mauritiana - Glycera micrognatha - Glycera mimica - Glycera minor - Glycera minuta - Glycera nana - Glycera natalensis - Glycera nicobarica - Glycera nigripes - Glycera onomichiensis - Glycera orientalis - Glycera oxycephala - Glycera pacifica - Glycera papillosa - Glycera pilicae - Glycera polygona - Glycera posterobranchia - Glycera prashadi - Glycera profundi - Glycera prosobranchia - Glycera pseudorobusta - Glycera robusta - Glycera rouxi - Glycera russa - Glycera rutilans - Glycera spadix - Glycera sphyrabrancha - Glycera subaenea - Glycera taprobanensis - Glycera taurica - Glycera tenuis - Glycera tesselata - Glycera tridactyla - Glycera unicornis |